# 非洲拟啄木鸟科
非洲拟啄木鸟科（学名：Lybiidae），又名非洲擬鴷科，是䴕形目的一个科，包含7属43种，它们在除南非西南部以外的漠南非洲广泛分布。
该科的鸟类一般长约20至25厘米，以节肢动物和水果等为食。